# Дудогло, Николай
Николай Дудогло (молд. Nicolai Dudoglo; род. 13 марта 1966) — гагаузский политик, депутат Парламента Республики Молдова от Демократической партии Молдовы с декабря 2014 года и бывший мэр муниципалитета Комрат в период с 2004 по 2014 год. Входил в состав парламента Комиссии по правам человека и межэтническим отношениям.

## Биография
Родился 13 марта 1966 года. Занимался вольной борьбой, будучи заслуженным тренером Республики Молдова. Затем стал директором спортивной средней школы-интерната в Комрате.
В 2003 году был избран депутатом Народного Собрания Гагаузии, став руководителем Управления молодежи и спорта Исполкома Гагаузии. Был избран 18 июля 2004 года мэром города Комрат (административный центр автономии) с 61% голосов (то есть 3882 из 6340 законно поданных голосов) перед контркандидатом-коммунистом Василием Кройтором, набравшим 38% (2380 голосов). По данным Центральной избирательной комиссии УТАГ, в выборах приняли участие 41,66% из 16 тысяч избирателей, включенных в списки избирателей. Баллотировался как независимый кандидат на выборах главы АТО Гагаузия в декабре 2006 года, состоявшихся в результате истечения четырехлетнего мандата губернатора Георгия Табунщика.
В первом туре выборов, состоявшемся 3 декабря 2006 года, Михаил Формузал и Николай Дудогло набрали соответственно 33,89% и 31,40% голосов избирателей. Во втором туре 17 декабря 2006 года мэр Чадыр-Лунги Михаил Формузал выиграл пост губернатора Гагаузии с 56,23% голосов, а Николай Дудогло получил только 43,77% голосов.
Во время своих выборов заявлял, что никто в Гагаузии не нарушает и не игнорирует территориальную целостность Республики Молдова, но при этом заявил о том, что выступает против объединения с Румынией, что грозит исчезновению гагаузского языка и суверенитета Гагаузии.
На выборах 16 марта 2008 года мэр Комрата профессор Николай Дудогло был избран комратским депутатом Народного Собрания АТО Гагаузия. Получил в первом туре голосования 1482 голоса (что составляет 67,33%).
На очередных парламентских выборах 30 ноября 2014 года был избран депутатом Парламента Республики Молдова 20-го созыва от Демократической партии Молдовы. Его включили в состав парламентской комиссии по правам человека и межэтническим отношениям. В январе 2015 года подал в отставку с поста мэра муниципалитета Комрат, который он занимал с 2004 года, чтобы соблюсти совместимость государственных должностей и остаться депутатом. При этом заявил, что намерен баллотироваться на пост мэра столицы Гагаузии, выборы которой должны были состояться 22 марта.

## Награды
- Почётная грамота Совета МПА СНГ (19 мая 2016 года, Межпарламентская ассамблея СНГ) — за активное участие в деятельности Межпарламентской Ассамблеи и её органов, вклад в укрепление дружбы между народами государств — участников Содружества Независимых Государств[7]